# حسبو الصغير
حسب الرسول عمر علي (1 يوليو 1947 - ) الشهير باسم حسبو الصغير هو لاعب كرة قدم سوداني معتزل.

## المسيرة الكروية
لعب حسبو الصغير طوال مسيرته في نادي بري في العاصمة الخرطوم وتوج بلقب الدوري العام مرة واحدة موسم 1968.
يُعتبر حسبو الصغير أحد أبرز نجوم المنتخب السوداني في سبعينيات القرن الماضي، إذ حقق معه الإنجاز الوحيد للكرة السودانية وهو الفوز بكأس الأمم الإفريقية 1970 التي أقيمت في السودان وذلك على حساب منتخب غانا والتي انتهت 1 - 0 لا سيما أن حسبو الصغير هو صاحب هدف الفوز الوحيد، كما يعتبر الهدف رقم 100 في تاريخ بطولات كأس الأمم الإفريقية.

## سبب التسمية
كان يوجد بفريق بري لاعبان يحملان اسم "حسبو" وهما حسب الرسول عمر وحسب الرسول مرحوم، وللتمييز بينهما أُطلق على الأول لقب "حسبو الصغير" والثاني "حسبو الكبير". حيث أن الكبير هو الأكبر سناً والأقدم، كما أنه قائد الفريق آنذاك.

## الإنجازات

### بري
- دوري السودان العام (1): 1968.

### المنتخب الوطني
- كأس الأمم الإفريقية (1): 1970.

## وصلات خارجية
- حسبو الصغير على موقع اللجنة الأولمبية الدولية (الإنجليزية)
- حسبو الصغير على موقع أوليمبيديا (الإنجليزية)